# 왕명호
왕명호는 데스메탈밴드 Formal apathy의 리더, 드러머, 메인 송라이터이고, 김경호 밴드의 드러머이다.
현재 Pearl 드럼社의 International artist로 활동하고 있다.
디오니소스, 사혼, 넉다운, God of emptiness, Vassline등의 인디밴드를 거쳤고,
박완규, 김종서, 소찬휘, 정동하, 이영현, 홍경민, 문희준, KCM등의 드럼세션활동을 했다.